# Röseckenbach
Der Röseckenbach ist ein etwa vier Kilometer langer rechter Nebenfluss der Oker, der südlich von Göttingerode im Harz im Hessental entspringt, das Naturschutzgebiet Tönneckenkopf–Röseckenbach durchquert und über das Gelände der früheren Zinkoxydhütte Oker im Goslarer Stadtteil Oker geführt wird. Er nimmt vor seiner Einmündung den wasserreichen Turbinengraben des auf dem Hüttengelände errichteten Kraftwerks auf.

## Etymologie
Der Name Röseckenbach leitet sich von Kalkröse ab. In der frühen Neuzeit verstand man unter dem Begriff Kalkröse bzw. Kalkrose eine Ausbuchtung von Kalkstein, wie sie am nördlich dem Röseckenbach vorstehenden Langenberg vorhanden waren. Bei der Endung -ecke handelt es sich um eine lokal verbreitete Endung für Flussnamen im Generellen, so werden unbenannte Bäche in der Bad Harzburger Region traditionell Strüllecke genannt. Die Kalkrosen wurden am Langenberg erstmals 1457 erwähnt.

## Geographie
Eine Quelle des Röseckenbachs ist der Heinrichbrunnen am Nordhang des Goldbergs etwa 1,5 km südlich von Göttingerode. Sein Ablauf durchfließt als Hessentalbach das gleichnamige Tal, nimmt von rechts einen Zufluss auf und verlässt bei Göttingerode den Wald. Er wendet sich nach Nordwesten, erhält von links einen weiteren Zufluss am Hundsborn (Koordinaten: 51° 53′ N, 10° 30′ O) aus dem Drecktal und durchfließt das auch nach ihm benannte Naturschutzgebiet zwischen dem Harz und dem Kalkabbaugebiet des vorgelagerten Langenbergs, wo ein weiterer Zubringer aus dem Quisselbeerental einfließt.
Unterhalb der Überquerung durch die Kreisstraße 70 zwischen Oker und Harlingerode tritt er in das jetzt von der Firma Harz-Metall betriebene Hüttengelände ein. Dort wird er überwiegend unterirdisch geführt und erscheint erst wieder an der das Betriebsgelände begrenzenden Bahnstrecke Bad Harzburg–Oker. Er ist die Vorflut der betriebseigenen Abwasserbehandlungsanlage und erhält nur wenige Meter vor der Mündung einen erheblichen Turbinenwasser-Zufluss vom Hüttengraben.
Der Hüttengraben, auch als Marien-Saiger-Hüttengraben überliefert, wird okeraufwärts am Waldhaus bei der Straße Am Pfennigsteich aus der Oker abgezweigt und direkt zum Kraftwerk des Hüttengeländes geführt.

## Gewässerqualität
Der Gewässergütebericht des NLWKN von 2002 verweist sowohl auf den naturbelassenen Oberlauf als auch auf die verrohrten und in Betonwände gezwängten Abschnitte im Bereich des Hüttengeländes und dessen Ablauf. Die biologische Qualität des Baches wurde der Gewässergüteklasse I zugeordnet. Problematisch war und ist die sehr hohe Schwermetallbelastung, speziell mit Zink, Blei, Kupfer und Cadmium, die sich aus dem Einzugsgebiet des Baches ergibt: Im gesamten Unterlauf sind die Schlackehalden der Bleihütte Oker sowie weitere Abraumhalden vorhanden, deren Oberflächenwasser nach Regenereignissen von dem Bach aufgenommen wird.
Die Betreibergesellschaft des Hüttengeländes hat eine Zentrale Abwasserbehandlungsanlage errichtet, für die das NLWKN 2015 die zulässigen Ablaufwerte festgelegt hat: Neben den üblichen Grenzwerten für CSB und AOX sind dies für Cadmium 150 µg/l, Blei 200 µg/l und Kupfer 300 µg/l sowie ein Grenzwert für die Giftigkeit gegenüber Fischeiern. Die gesamte Jahresschmutzwassermenge wurde auf 330.000 m³ und weitere 290.000 m³ für die Kühlwassermenge fixiert.